# Società Navigazione Siciliana
La Società Navigazione Siciliana  è una compagnia di navigazione che opera presso le coste siciliane. I soci sono al 50% ciascuno la Liberty Lines e la Caronte & Tourist.

## Storia
La compagnia è nata nel 2011 per partecipare, con la privatizzazione di Tirrenia, alla gara per l'acquisizione di Siremar, la società pubblica che assicurava i collegamenti tra la Sicilia e le isole minori. La Siremar fu però ceduta a Compagnia delle Isole, società controllata dalla Mediterranea Holding dell'armatore napoletano Salvatore Lauro e partecipata dalla Regione Siciliana.
Società Navigazione Siciliana ha poi presentato ricorso che nel 2015 è stato accolto dai giudici del Tar del Lazio, azzerando l'aggiudicazione a Compagnia delle Isole, in quanto basata «su un illegittimo aiuto di Stato consistente nel rilascio di una contro-garanzia bancaria da parte della Regione siciliana». Il 24 marzo 2016 l'amministratore delegato di Ustica Lines, Ettore Morace, ha annunciato che tramite la Società di Navigazione Siciliana sarà acquisita la compagnia Siremar. Un'operazione da 55,1 milioni di euro. La cessione è ufficializzata l'11 aprile 2016, con SNS che è trasformata in società consortile (SCPA). Il trasporto veloce viene gestito tramite Ustica Lines, mentre i traghetti da Caronte & Tourist. Presidente è l'attuale AD di Caronte & Tourist Antonino Repaci, con AD Luigi Genghi.
Il patrimonio societario è stato spacchettato e S.N.S. non possiede più flotta e personale: quella del ramo aliscafi ex Siremar - SNS è andato a Liberty Lines che così ha messo a proprio patrimonio nove imbarcazioni veloci; il ramo traghetti è andato alla Caronte & Tourist dei Franza, con nove navi traghetto. La consortile rimane attiva e riceve dallo Stato circa 80 milioni di euro l'anno di contributi per 12 anni per effettuare i collegamenti con le isole minori.